# Elecciones estatales de San Luis Potosí de 2006
Las elecciones estatales de San Luis Potosí de 2006 tuvieron lugar el domingo 2 de julio, simultáneamente con las Elecciones presidenciales, en ellas se renovaron los siguientes cargos de elección popular en el estado mexicano de San Luis Potosí:
- 58 ayuntamientos: compuestos por un Presidente Municipal y regidores, electos para un periodo de tres años no reelegibles de manera inmediata.
- 27 diputados del Congreso del Estado: 15 electos de manera directa por cada uno de los distritos electorales y 12 por un sistema de listas bajo el principio de representación proporcional.

## Resultados federales: presidente
|  | 48.60 % |

|  | 21.80 % |

|  | 21.50 % |

|  | 0.90 % |

|  | 2.50 % |

|  | 0.80 % |

|  | 3.90 % |

|  | 100.00 % |

### Ayuntamientos

#### Ayuntamiento de San Luis Potosí
- Jorge Lozano Armengol  Hecho

#### Ayuntamiento de Soledad de Graciano Sánchez
- Juan Manuel Velázquez Galarza  Hecho

#### Ayuntamiento de Mexquitic de Carmona
- Pedro Ramírez Hernández  Hecho

#### Ayuntamiento de Ciudad Valles
- Rómulo Garza Martínez  Hecho

#### Ayuntamiento de Matehuala
- Víctor Manuel Mendoza Ramírez  Hecho

#### Ayuntamiento de Río Verde
- Sergio Gama Dufour  Hecho

#### Ayuntamiento de Tamasopo
- Salvador Norato Franco  Hecho

|  | Partido/Alianza                                        | Municipios |
|  | ------------------------------------------------------ | ---------- |
|  | Partido Acción Nacional                                | 19         |
|  | PAN - PANAL                                            | 8          |
|  | PAN - PANAL - PCP                                      | 1          |
|  | Alianza por México (PRI, PVEM)                         | 22         |
|  | Partido Revolucionario Institucional                   | 1          |
|  | PRI - PVEM - PASC                                      | 1          |
|  | PRI - PASC                                             | 0          |
|  | Coalición Por el Bien de Todos (PRD, PT, Convergencia) | 3          |
|  | Partido Conciencia Popular                             | 3          |
|  | Partido Alternativa Socialdemócrata y Campesina        | 0          |
|  | Partido Nueva Alianza                                  | 0          |

### Diputados
|  | Partido/Alianza                                        | Distritos |
|  | ------------------------------------------------------ | --------- |
|  | Partido Acción Nacional                                | 15        |
|  | Alianza por México (PRI, PVEM)                         | 6         |
|  | Coalición Por el Bien de Todos (PRD, PT, Convergencia) | 2         |
|  | Partido Alternativa Socialdemócrata y Campesina        | 0         |
|  | Partido Nueva Alianza                                  | 0         |
|  | Partido Conciencia Popular                             | 0         |